# Cermei
Cermei é uma comuna romena localizada no distrito de Arad, na região histórica da Transilvânia. A comuna possui uma área de 121.87 km² e sua população era de 2849 habitantes segundo o censo de 2007.